# Park Narodowy Ogasawara
Park Narodowy Ogasawara (jap. 小笠原国立公園 Ogasawara Kokuritsu Kōen) – japoński park narodowy, który został utworzony 16 października 1972 r. i obejmuje ochroną większą część wulkanicznego archipelagu Ogasawara położonego ok. 1930 km na południe od wyspy Honsiu (Honshū), na granicy Morza Filipińskiego i Oceanu Spokojnego. Ów park, którego powierzchnia wynosi 60,99 km² odznacza się ciekawą historią geologiczną, jak też wciąż dającą o sobie znać wysoką aktywnością sejsmiczną, czego efektem jest występowanie licznych gorących źródeł.
Charakterystyczne dla tych wysp są strome, trudno dostępne linie brzegowe, często w postaci klifów, których wysokość wynosi zazwyczaj od 50 do nawet 100 metrów. Większość wysp ponadto otacza rafa koralowa. Najwyższym wzniesieniem archipelagu jest osiągający 916 m n.p.m. masyw Południowej Iwo Jimy.
Na Wyspach Ogasawara panuje przyjemny podzwrotnikowy klimat, który wraz z żyznymi, utworzonymi z popiołów wulkanicznych glebami sprzyja istnieniu bioróżnorodnego ekosystemu zbliżonego do wilgotnego lasu równikowego. Archipelag ten stanowi schronienie dla około 500 gatunków roślin, z których 43% jest endemitami. W związku z czym wyspy określane są mianem Galapagosu Orientu.

## Galeria

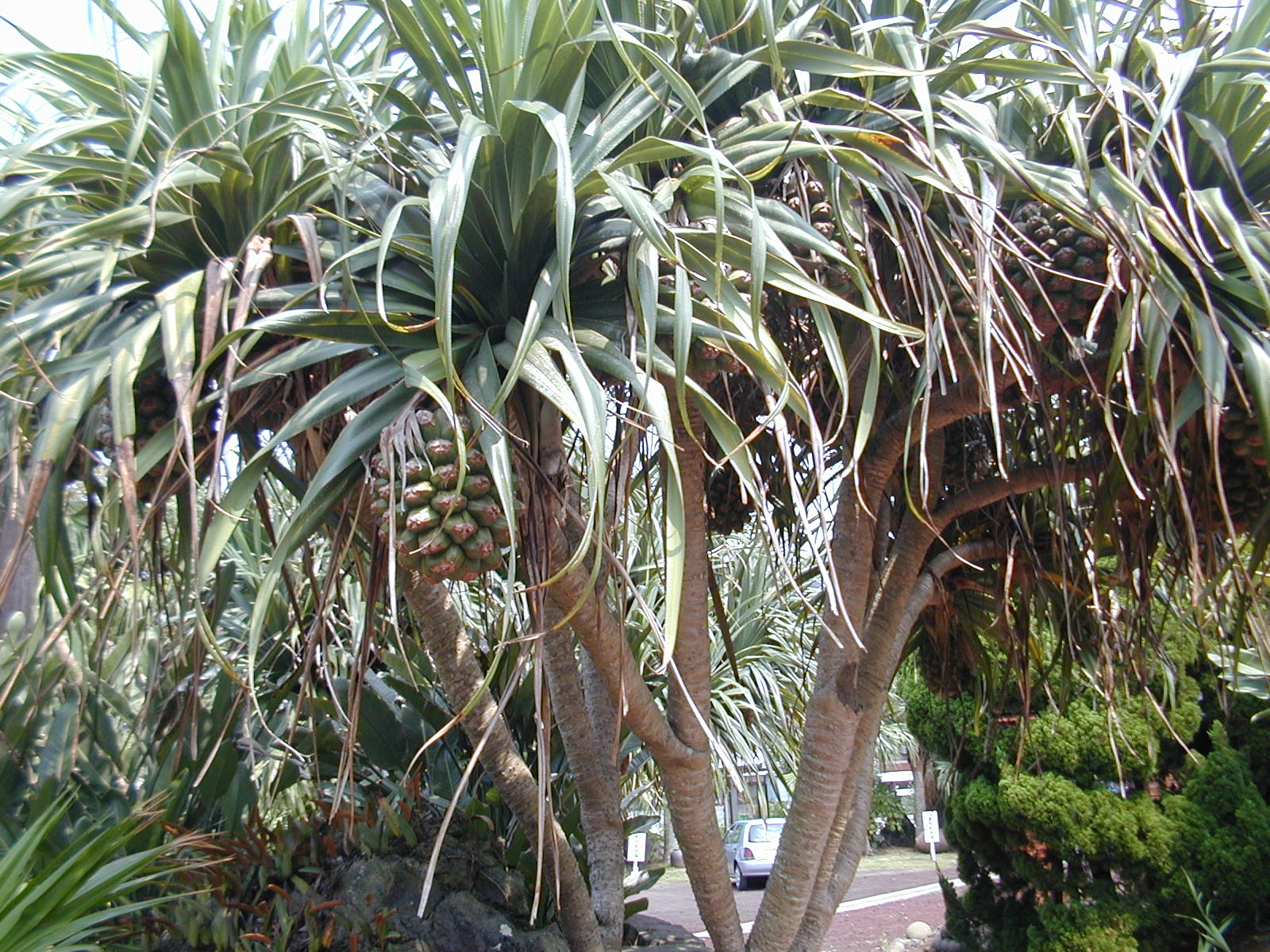
Pandanus boninensis - endemiczny gatunek z Ogasawara
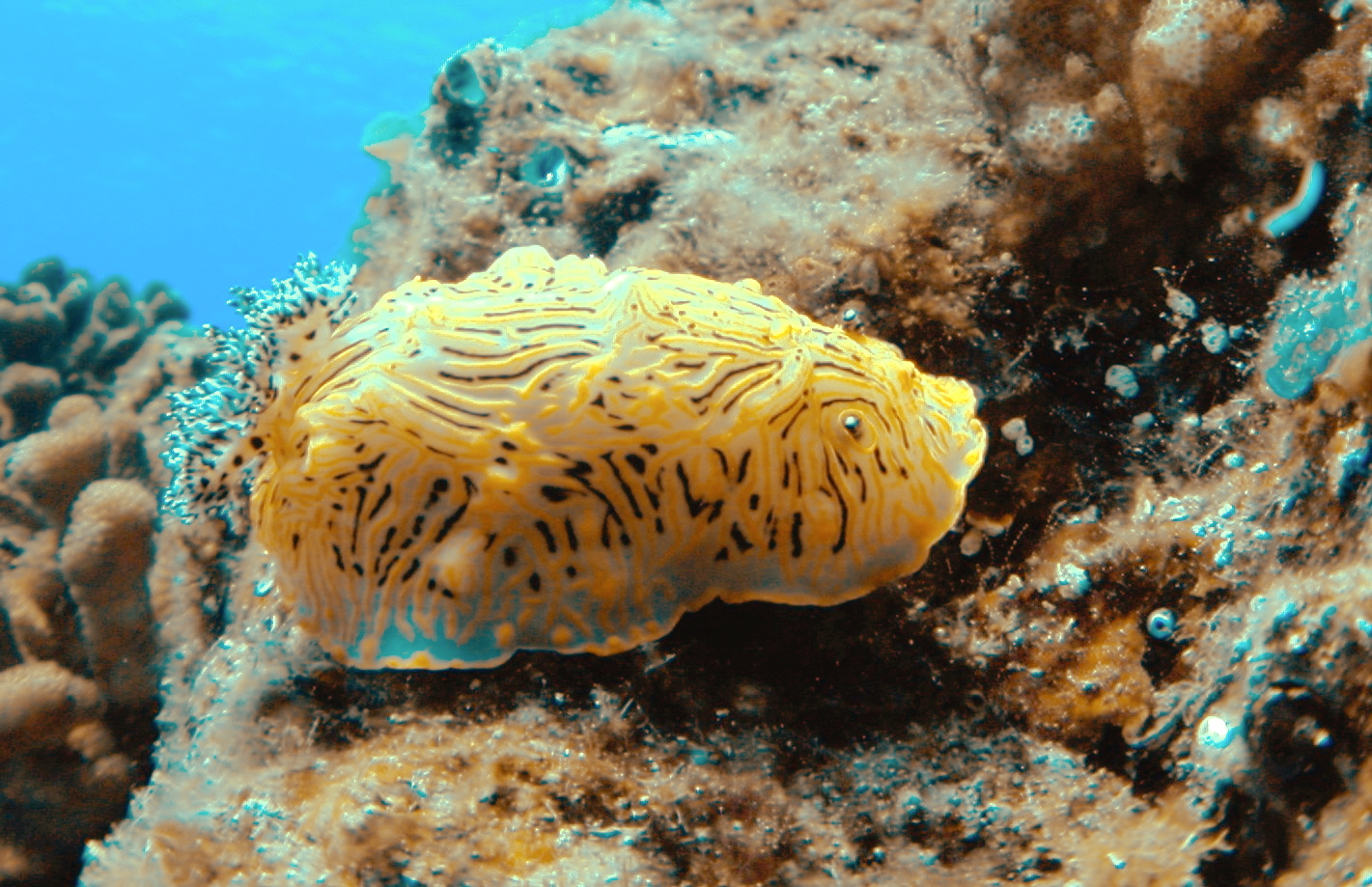
Rafa koralowa otaczająca Chichijimę
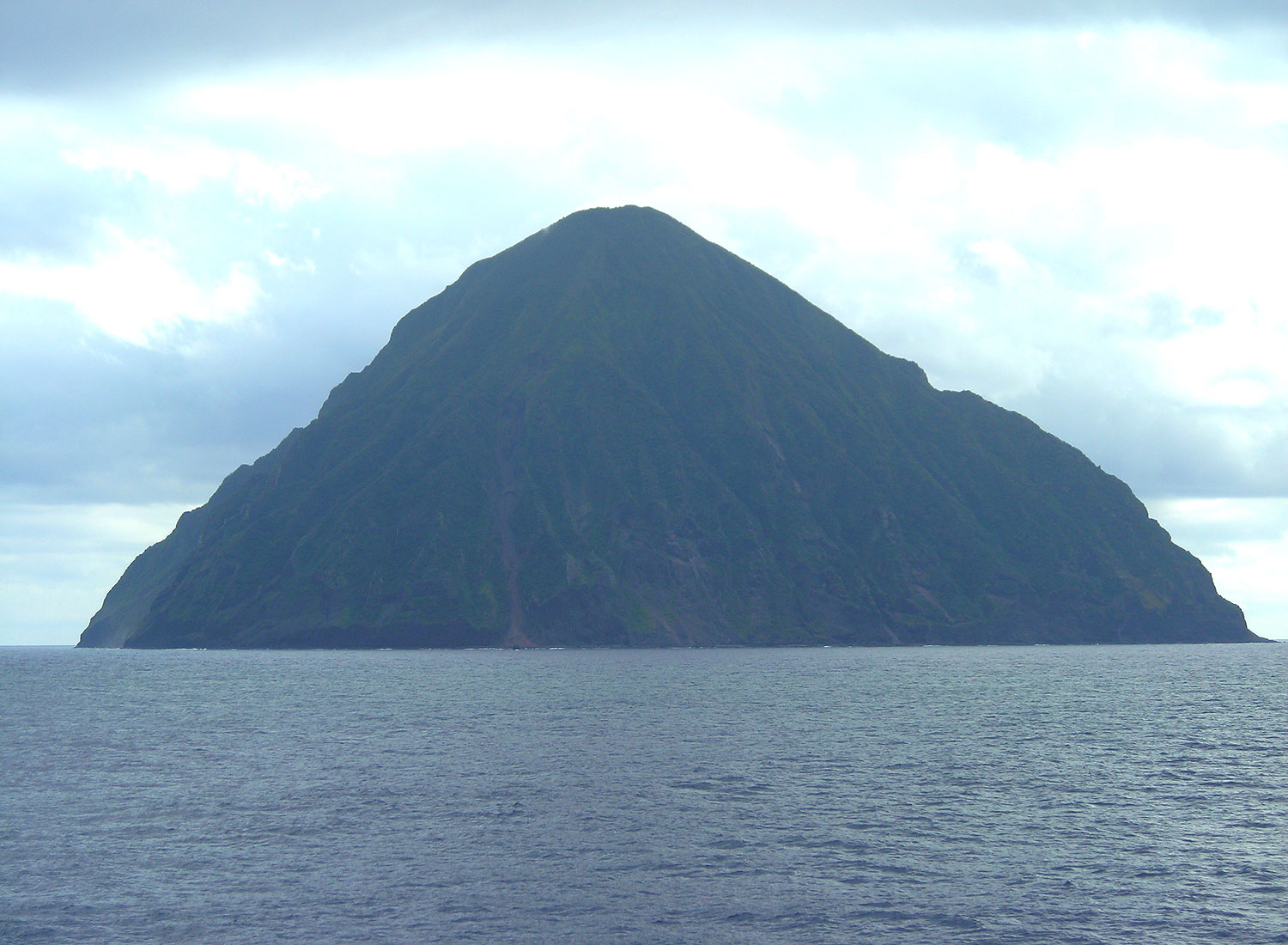
Południowa Iwo Jima, najwyższe wzniesienie wysp Ogasawara
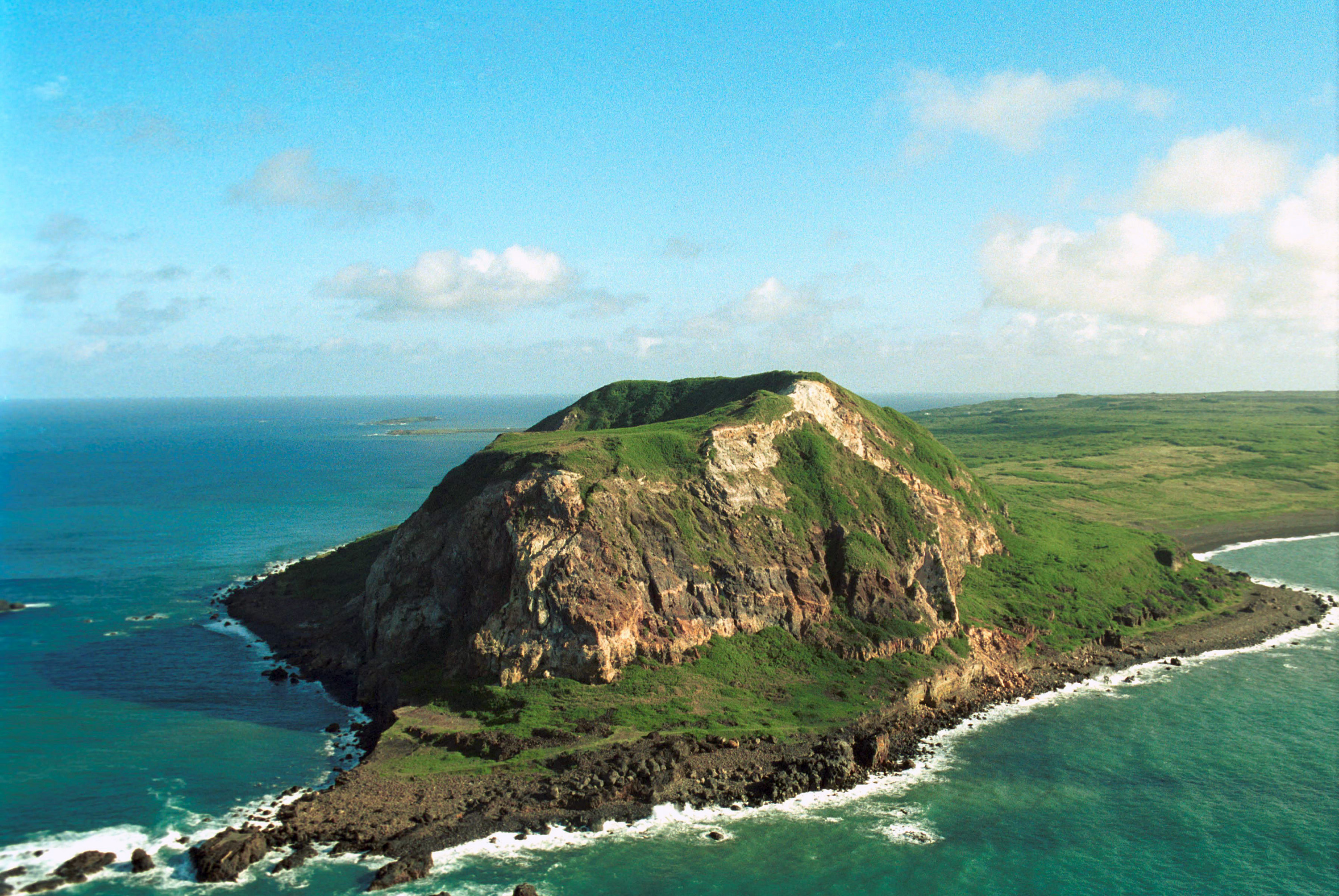
Iwo Jima, góra Suribachi
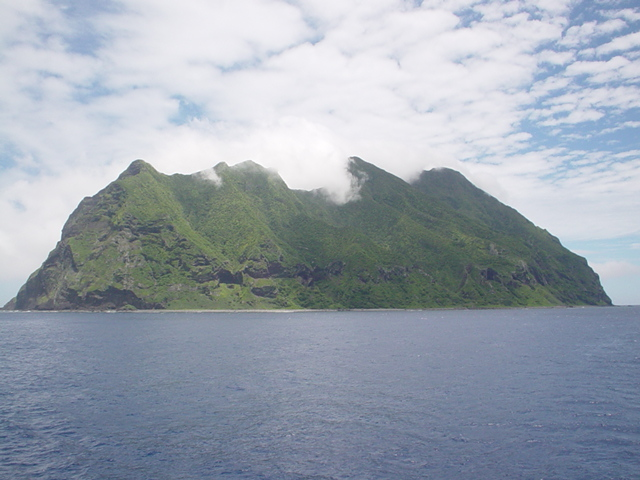
Wyspa Północna Iwo Jima